# The Royal Academies for Science and the Arts of Belgium

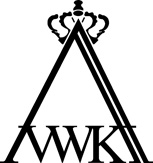
Logo der KVAB

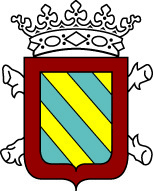
Logo der ARB

The Royal Academies for Science and the Arts of Belgium (RASAB) ist eine belgische Vereinigung mit Sitz in Brüssel, die die Aktivitäten der beiden Akademien der Wissenschaften und Künste in Belgien koordiniert. Sie entspricht damit in etwa der Union der deutschen Akademien der Wissenschaften.

## Zusammensetzung und Aufgaben der RASAB
Die Vereinigung ist die Gemeinschaftsorganisation der Koninklijke Vlaamse Academie van België voor Wetenschappen en Kunsten (KVAB), und der Académie royale des Sciences, des Lettres et des Beaux-Arts de Belgique (ARB). Die Kooperationsgemeinschaft Royal Academies for Science and the Arts of Belgium (RASAB) wurde im Jahr 2001 in der rechtlichen Form einer belgischen VoG (Vereinigung ohne Gewinnerzielungsabsicht) gegründet und hat ihren Sitz in der Hertogsstraat 1 Rue Ducale B-1000 Brussels unweit des Palastes der Akademien (Warandepark).
Der Schwerpunkt der Arbeit der Vereinigung liegt in der Koordinierung der Aktivitäten der beiden Akademien sowohl auf nationaler wie auf internationaler Ebene, das heißt Förderung der Zusammenarbeit zwischen Universitäten und Hochschulen innerhalb und außerhalb Belgiens als auch die Vertretung Belgiens bei internationalen Organisationen und Foren. Darüber hinaus soll sie eine beratende und empfehlende Funktion in verschiedenen gesellschaftlichen Bereichen ausüben und bei ausländischen Wissenschaftlern Interesse an der belgischen Forschungslandschaft wecken.

## Entstehungsgeschichte

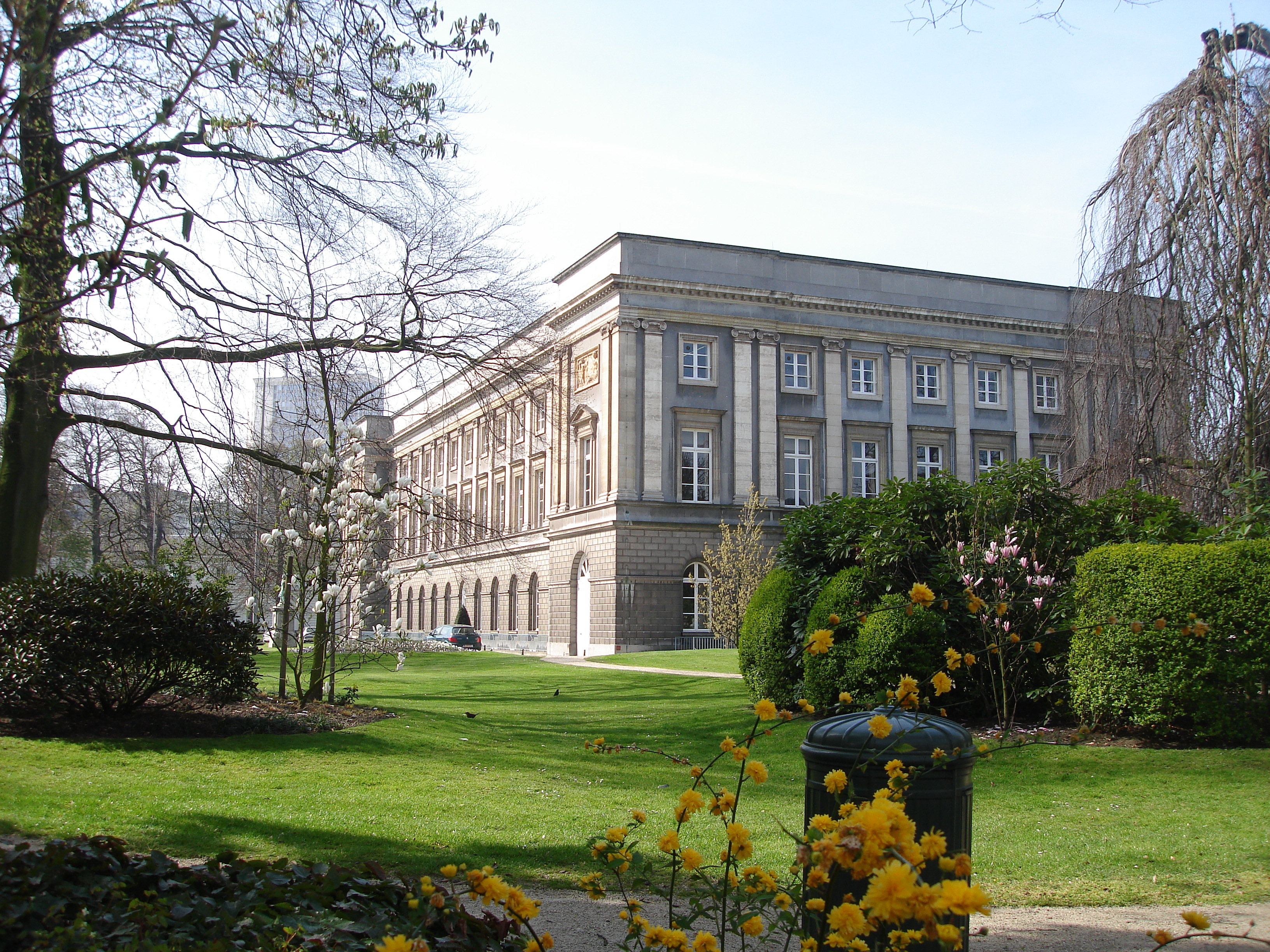
Blick auf den Palast der Akademien in Brüssel

Ursprünglich gab es in Belgien nur eine Akademie für Wissenschaft und Künste, gegründet während der österreichischen Herrschaft im Jahr 1769 als „Literarische Gesellschaft“.
Ein Patent der Kaiserin Maria Theresia erhob die Gesellschaft 1772 zur Caesarea ac Regia Scientiarum et Litterarum Academia Bruxellis (Kaiserlichen und Königlichen Akademie der Wissenschaften in Brüssel). In Anlehnung an die Academia Theresiana in Wien wurde sie inoffiziell auch la Thérésienne genannt. Als Ende des 18. Jahrhunderts die Franzosen in die österreichischen Niederlande eindrangen, führte die Akademie in der nun folgenden französischen Besatzungszeit ein eher kümmerliches Dasein, da die französische Zentralregierung kein Interesse an der Stärkung der „Peripherie“ hatte. 1794 löste die Akademie sich auf.
Nach der Abschüttelung der napoleonischen Herrschaft in den Befreiungskriegen wurde sie unter König Wilhelm I. im Jahr 1816 zwar wiedereröffnet, erlangte aber nur begrenzte Bedeutung, da das Zentrum der Macht in den jetzt vereinigten Niederlanden in Den Haag lag. Erst nach der belgischen Unabhängigkeit und der Umstrukturierung der Akademie entstand ab 1845 eine Blütephase, während der jedoch die Vorherrschaft der französischsprachigen Minderheit des Landes ungebrochen war: Beispielsweise erschienen Veröffentlichen der Akademie lange Zeit ausschließlich in Französisch. Die flämische Mehrheit des Landes sah sich allgemein als Bürger zweiter Klasse, so auch in der Hauptstadt Brüssel, die zu dieser Zeit noch weniger französisiert war als seit dem Ende des 19. Jahrhunderts.
Diese Situation führte immer wieder zu Reibereien, so dass nach und nach den Flamen Zugeständnisse gemacht werden musste, doch blieb es bei einer deutlichen französischsprachigen Vorherrschaft in der Akademie. Um dem abzuhelfen, wurden im Jahr 1938 französischsprachige und niederländischsprachige Abteilungen eingerichtet. Die beiden Bezeichnungen Koninklijke Academie voor Wetenschappen, Letteren en Schone Kunsten und Académie royale des Sciences, des Lettres et des Beaux-Arts de Belgique bezogen sich zu dieser Zeit noch auf die gesamte Institution. Diese Situation bestand bis zur Staatsreform im Jahr 1970, welche die Flamen von der historisch bedingten französischsprachigen Vorherrschaft wenigstens offiziell emanzipierte.
Die Akademie wurde in Folge dieser Staatsreform im Jahr 1971 in zwei gleichberechtigte Akademien geteilt, nämlich die niederländischsprachige Koninklijke Academie voor Wetenschappen, Letteren en Schone Kunsten (KAWLSK) und die französischsprachige Académie royale des Sciences, des Lettres et des Beaux-Arts de Belgique (ARB). Beiden Akademien wurde dabei gleiches Recht zuerkannt, sich auf die historische theresianische Gesellschaft als Entstehungsquelle zu berufen, was bis heute bedeutsam ist: In manchen Publikationen wird nämlich die KAWLSK irreführend als Abspaltung von der ARB dargestellt.
Im Jahr 1999 wurde dann der frühere Name der KAWLSK in Koninklijke Vlaamse Academie van België voor Wetenschappen en Kunsten (KVAB) geändert.
Allerdings erwies es sich auf lange Sicht als unumgänglich, für die innerbelgische Zusammenarbeit und zur Vertretung der belgischen Akademien auf internationaler Ebene eine gemeinsame Plattform zu schaffen, ohne die Eigenständigkeit der beiden bestehenden Akademien zu gefährden. Dafür wurde 2001 von beiden Institutionen die gemeinsam unterhaltene englischsprachige Koordinierungsorganisation The Royal Academies for Science and the Arts of Belgium (RASAB) gegründet.

## Internationale Organisationen
Die RASAB ist in mehreren internationalen Organisationen aktiv. Dazu gehören der Internationale Wissenschaftsrat ICSU, das IAP (Inter Academies Panel), der Rat der EU-Akademien EASAC (European Academies Science Advisory Council), der gesamteuropäischen Verband ALLEA (All European Academies) und andere Organisationen.

## Veröffentlichungen
Seit dem 19. April 2001 werden alle Artikel der RASAB im Belgischen Staatsblatt veröffentlicht.